# Little Wratting
Little Wratting är en by och en civil parish i distriktet West Suffolk i Suffolk i England. Orten har 147 invånare (2001). Den har en kyrka.